# Neu-Isenburg

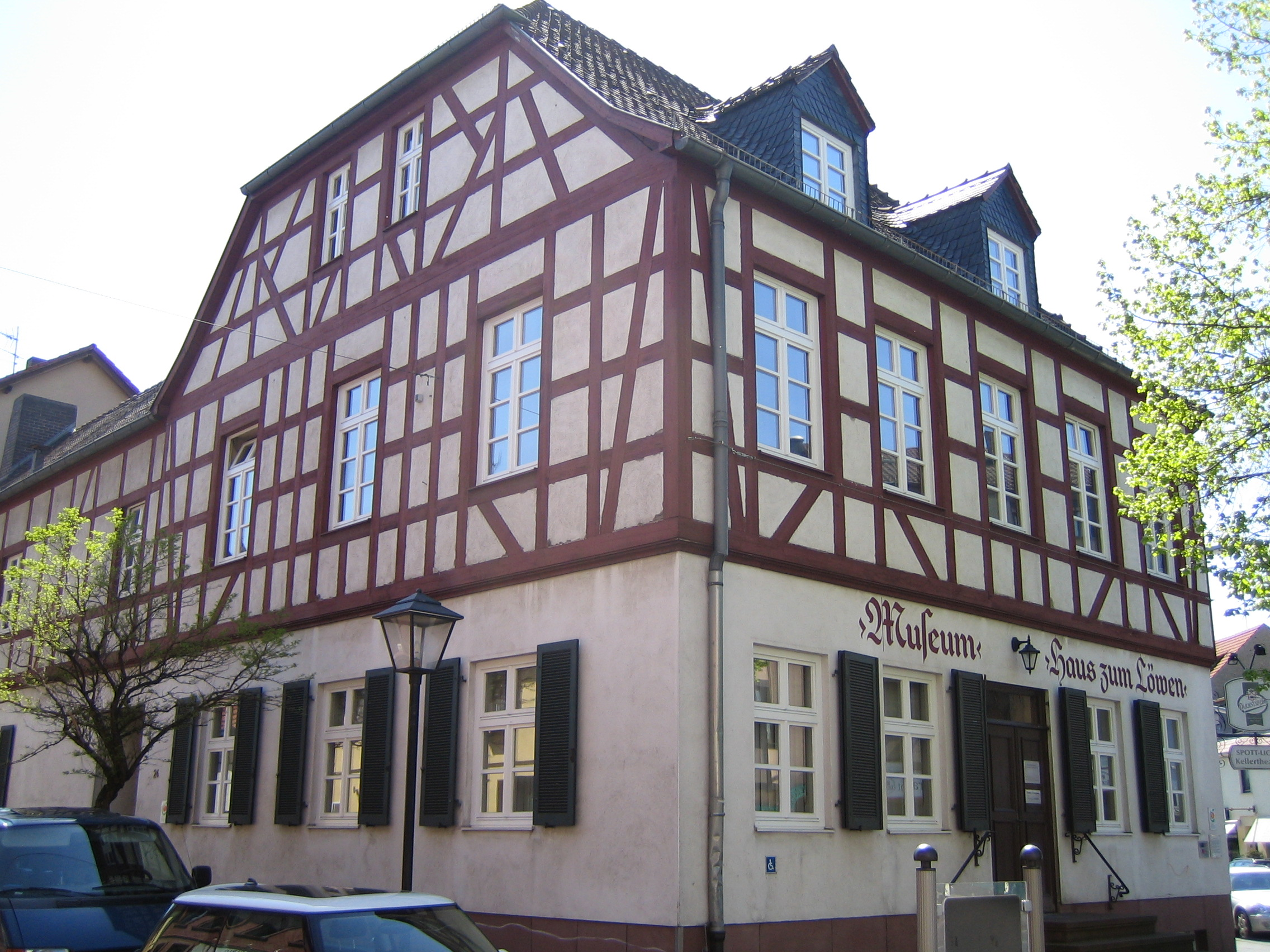
Herberg Au lion d´Or (1702), na WOI omgedoopt in Haus zum Löwen, werd in 1976 gereconstrueerd en ingericht als Heimatmuseum.

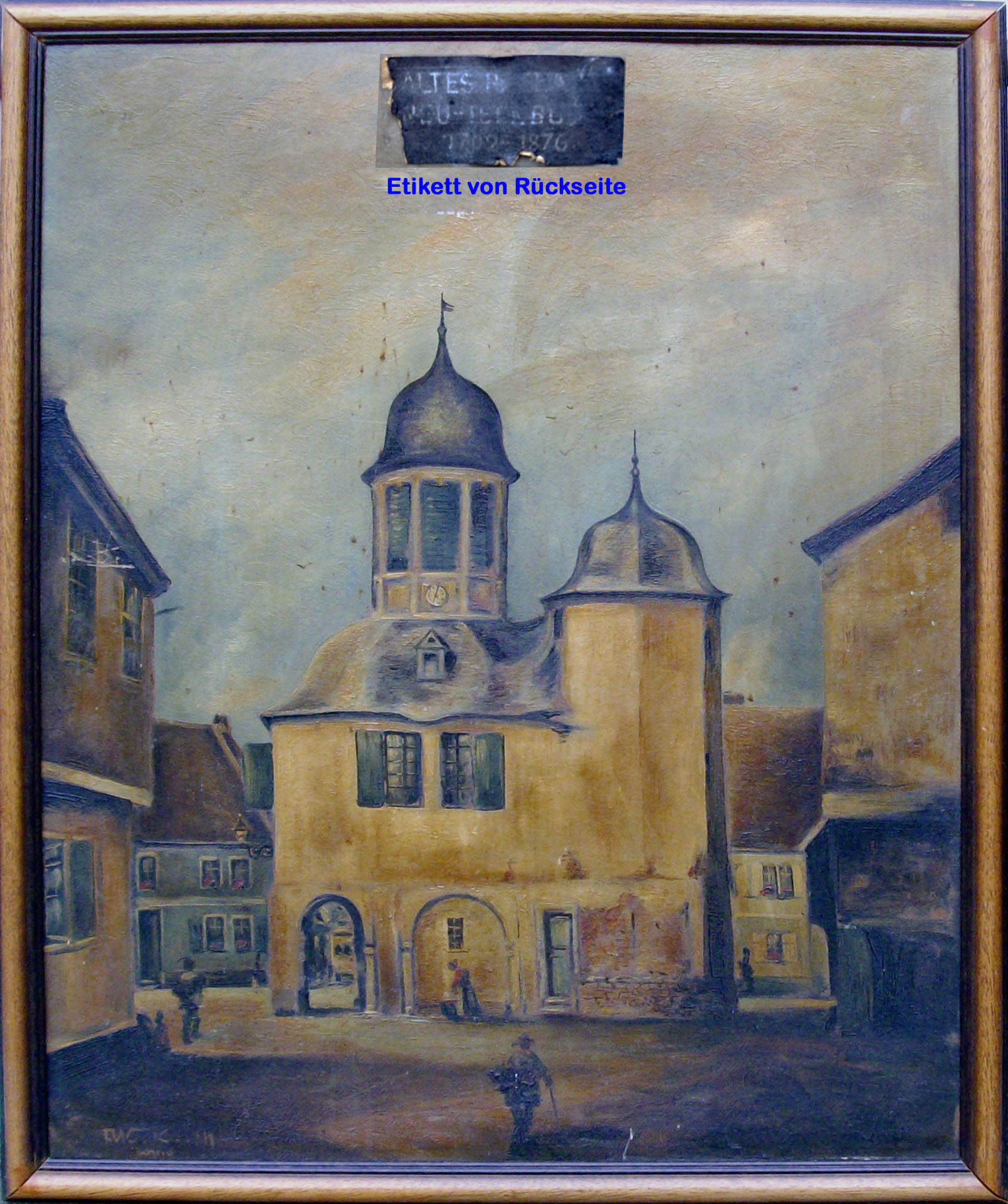
Voormalig stadhuis uit 1702

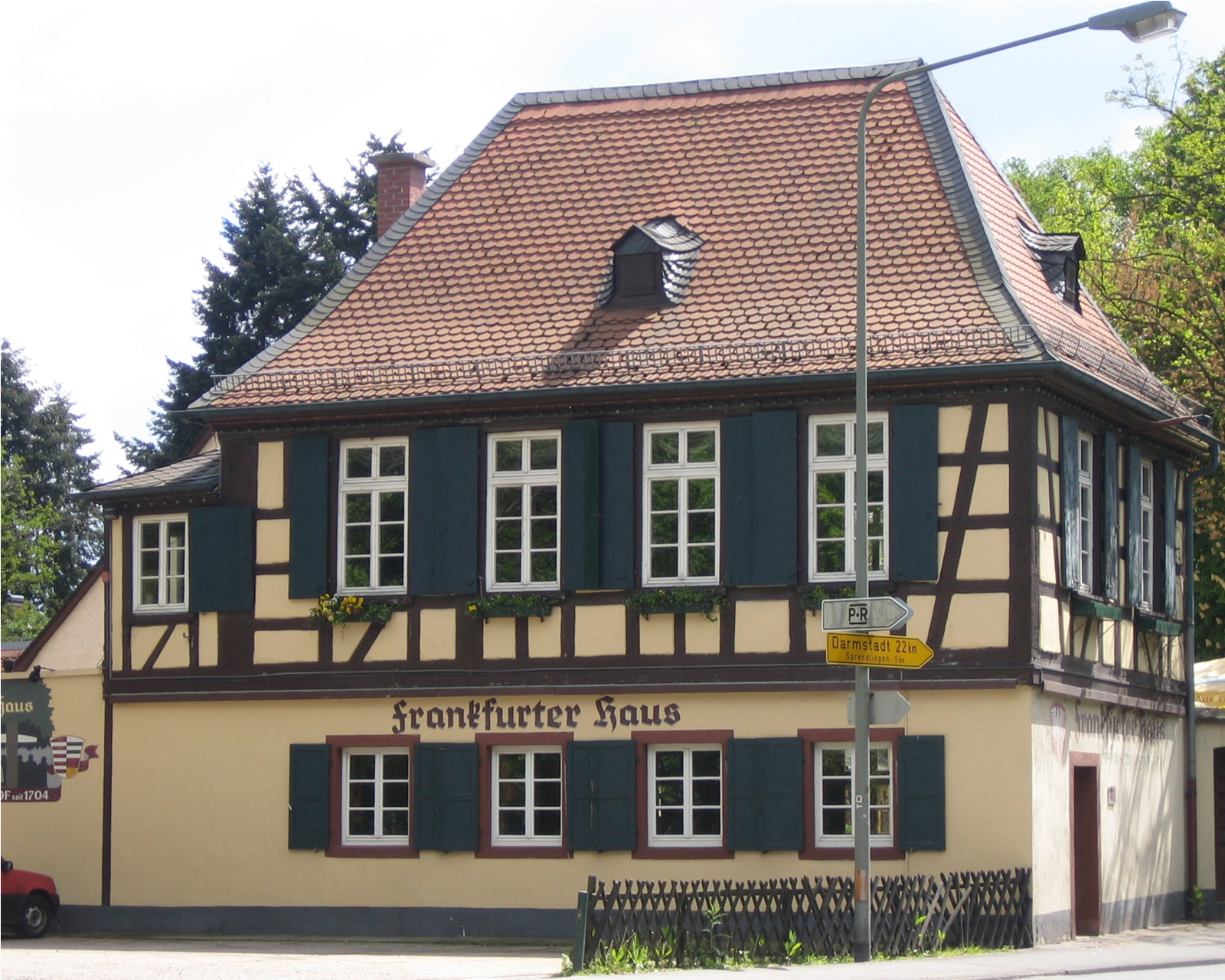
Het Forsthaus, gebouwd aan de noordrand van de stad door Frankfurt am Main (1701)

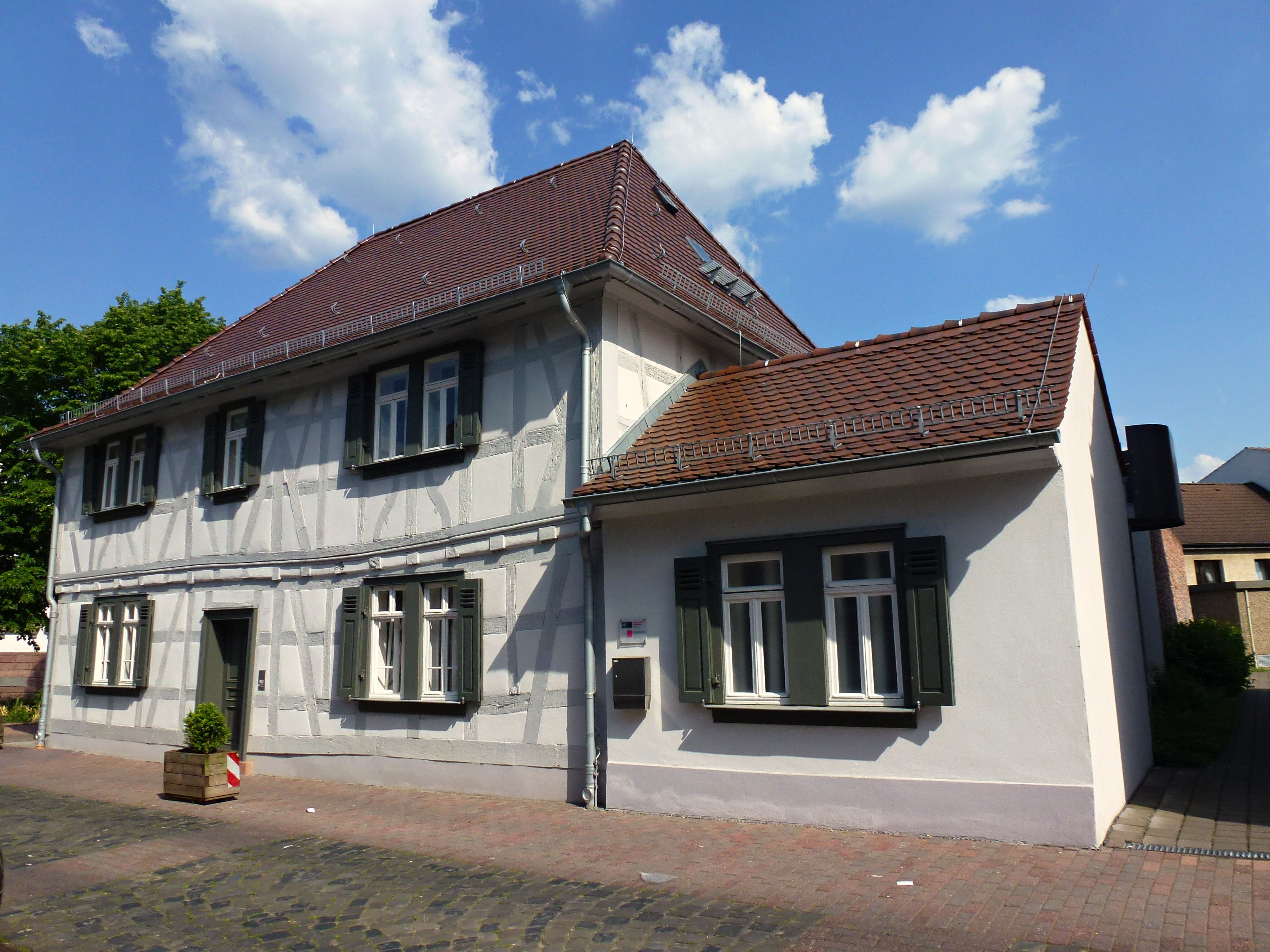
Franse school uit 1704

Neu-Isenburg is een stad in de Duitse deelstaat Hessen, en maakt deel uit van de Landkreis Offenbach.
Neu-Isenburg telde op de peildatum van de meest recente statistiek 38.204 inwoners.
Neu Isenburg is een grotendeels door bos omgeven plaats, direct gelegen ten zuiden van de buitenwijken van Frankfurt am Main, en kan als een voorstad van die grote stad worden beschouwd.

## Stichting als vluchtelingenstad
Neu-Isenburg is gesticht door godsdienstvluchtelingen, toen exulanten genaamd. Het waren Franse hugenoten, die het zwaar te verduren hadden na de intrekking in 1685 van het Edict van Nantes. 35 families streken in 1698 neer in het graafschap van de calvinist Johann Philipp von Isenburg-Offenbach. De graaf voerde een actief beleid dat opmerkelijk was voor die tijd. Hij schonk hun een stuk land in het om een eigen stad op te bouwen, waar ze zijn bescherming zouden genieten, hun godsdienst mochten belijden en vrij hun taal gebruiken.
De stichting gebeurde op 24 juli 1699. Met hout en stenen van de graaf en hulp van planoloog Andreas Loeber bouwden de hugenoten een geplande stad. Het barokke rasterpatroon was geënt op twee loodrechte straten die een vierkante marktplaats diagonaal kruisten. Ze richtten huizen op, een stadhuis (1702), een houten kerk (1702), een pastorie, een Franse school (1704) en een graanmolen (1705). Als dank noemden ze de stad "Neu-Isenburg", naar hun weldoener. De bewoners deden aan landbouw, maar hadden ook hun stielkennis meegebracht (o.a. tabaksbewerking en Strümpfwirke). Hun eerste burgemeester was Étienne Robert, een smid uit Quincy.
De talrijke voorzieningen trokken bewoners uit de omgeving aan, waar het "Waals Dorp" nochtans argwanend werd bekeken. In 1761 werd, tot ongenoegen van de hugenoten, beslisten dat de kerkdiensten voortaan afwisselend in het Frans en in het Duits zouden gebeuren. Dit bleef zo in na de herbouwing van de kerk in steen (1773-75). In 1781 opende een Duitse school. In 1829 werd het Duits de enige officiële taal. Er woonden toen 1.576 mensen, een mooi stijging ten opzichte van de 45 waarmee het 130 jaar eerder begonnen was.

## Verkeer en vervoer
In de gemeente ligt spoorwegstation Neu-Isenburg aan de spoorlijn naar o.a. het 7 km in noordelijke richting gelegen Frankfurt Hbf, zie: Spoorlijn Frankfurt - Heidelberg. Dit station is ook een stopplaats aan lijn S6 van de S-Bahn van Frankfurt. 
De plaats ligt nabij afrit 18 van de Autobahn A 661 en het knooppunt, waar de Autobahn A 3 (die Neu-Isenburg van de stad Frankfurt scheidt) de A 661 en verder westelijk de Bundesstraße 43 en de Bundesstraße 44 kruist. Zie ook: Offenbacher Kreuz.

### Luchtvaart
De gemeente grenst direct in het westen aan de Luchthaven van Frankfurt.
Er staat een zeppelin-museum te Zeppelinheim, een stadsdeel in het zuidwesten van de gemeente Neu-Isenburg.